# Mount Brandon SAC
Mount Brandon SAC este o arie protejată (sit de importanță comunitară — SCI) din Irlanda întinsă pe o suprafață de 14.349,07 ha, integral pe uscat.

## Localizare
Centrul sitului Mount Brandon SAC este situat la coordonatele 52°12′49″N 10°10′52″W / 52.2137°N 10.181°V.

## Înființare
Situl Mount Brandon SAC a fost declarat sit de importanță comunitară în august 1997 pentru a proteja 4 specii de animale.

## Biodiversitate
Situată în ecoregiunea atlantică, aria protejată conține 11 habitate naturale: Faleze cu vegetație de pe coastele atlantice și baltice, Ape oligotrofe din câmpii nisipoase, cu un conținut foarte redus de minerale (Littorelletalia uniflorae), Ape stătătoare oligotrofe până la mezotrofe, cu vegetație de Littorelletea uniflorae și/sau de Isoëto-Nanojuncetea, Pajiști umede nord-atlantice cu Erica tetralix, Pajiști uscate europene, Pajiști alpine și boreale, Formațiuni ierboase bogate în specii de Nardus, dezvoltate pe substraturi silicioase în zone montane (și în zone submontane, în Europa continentală), Turbării de acoperire (* exclusiv pentru turbării active), Grohotișuri silicioase de la nivelul montan până la nivelul zăpezii (Androsacetalia alpinae și Galeopsietalia ladani), Pante stâncoase calcaroase cu vegetație casmofită, Pante stâncoase silicioase cu vegetație casmofită.
La baza desemnării sitului se află mai multe specii protejate:
- păsări (3): șoim călător (Falco peregrinus), Fulmarus glacialis, Pyrrhocorax pyrrhocorax
- nevertebrate (1): Margaritifera margaritifera

Pe lângă speciile protejate, pe teritoriul sitului au mai fost identificate 7 specii de plante, 1 specie de nevertebrate, 1 specie de pești.